# 1774 Kulikov
1774 Kulikov (1968 UG1) là một tiểu hành tinh vành đai chính được phát hiện ngày 22 tháng 10 năm 1968 bởi T. Smirnova ở Nauchnyj.